# Cristóbal Balenciaga
Cristóbal Balenciaga Eizaguirre (ur. 21 stycznia 1895 w Getarii, zm. 23 marca 1972 w Jávea) – hiszpański projektant mody i założyciel domu mody Balenciaga, uważany za jednego z najważniejszych twórców haute couture.

## Życiorys

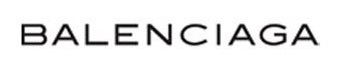
Logotyp domu mody Balenciaga

Urodził się w niewielkiej rybackiej miejscowości Getaria w Kraju Basków w północnej części Hiszpanii. Jego ojciec był rybakiem, który zmarł, gdy Cristóbal miał jedenaście lat. Od tego czasu był wychowany jedynie przez matkę, która była krawcową. W dzieciństwie spędzał z nią dużo czasu, przyglądając się bacznie jej pracy. W wieku dwunastu lat rozpoczął pracę jako praktykant krawca. W wieku nastoletnim jego klientką została markiza Casa Torres, przedstawicielka miejskiej elity w Getarii. To ona wysłała młodego Balenciagę do Madrytu, gdzie formalnie zaczął kształcić się w krawiectwie.
Na początku swojej kariery Balenciaga pracował jako projektant w Hiszpanii. W 1919 otworzył filie swojego butiku Eisa w Madrycie, Barcelonie i modnym nadmorskim kurorcie San Sebastián. Jego projekty były faworyzowane przez hiszpańską rodzinę królewską i członków arystokracji. Kiedy hiszpańska wojna domowa zmusiła go do zamknięcia sklepów, Balenciaga przeniósł się do Paryża wraz ze swoim partnerem życiowym Władziem Jaworowskim d’Attainville. W sierpniu 1937, wraz ze swoim partnerem oraz Nicolásem Bizcarrondem, otworzył paryski dom kupiecki przy Avenue George V.
W 1948 zmarł jego partner – Władzio Jaworowski d’Attainville, na skutek czego Balenciaga rozważał zaprzestanie działalności. Narzucił całkowicie nowatorski styl, zmieniając sylwetkę kobiety poprzez płynne linie i zaskakujące formy. Zaprojektował sukienki w formie luźnych tunik, szmizjerki, sukienki baby doll czy spódnice bombki. Do wysokiego krawiectwa wprowadził także odważne intensywne kolory.
Stworzył wiele projektów dla Aline Griffith, Margarity Salaverrí Galárragi i Meye Allende de Maier, które uważał za swoje muzy. Zaprojektowane przez niego ubrania nosiły także takie osoby jak: Marlene Dietrich, Greta Garbo, Grace Kelly, Ava Gardner, Audrey Hepburn, Jackie Kennedy. Wykonał również suknię ślubną dla Królowej Belgii Fabioli i Księżnej Kadyksu. Prowadził zajęcia z projektowania mody, inspirując innych projektantów, takich jak Oscar de la Renta, André Courrèges, Emanuel Ungaro, Mila Schön i Hubert de Givenchy.
Po 30 latach pracy w Paryżu Balenciaga zamknął swój dom w 1968. Zamknął kolejno także swoje pozostałe domy mody w Barcelonie i Madrycie. Zmarł 23 marca 1972 w hiszpańskiej miejscowości Jávea.
W 2011 w rodzinnym mieście projektanta powstało Muzeum Cristóbala Balenciagi, które jest poświęcone w całości jego historii i pracy. W wystawach stałych i czasowych odwiedzający mają okazję przyjrzeć się około 1200 strojom i dodatkom zaprojektowanym przez artystę.